# Radisne
Radisne (în ucraineană Радісне) este o așezare de tip urban în comuna Znameanka din raionul Berezivkaa, regiunea Odesa, Ucraina.

## Demografie
Componența lingvistică a așezării de tip urban Radisne
     Ucraineană (80,2%)
     Rusă (18,56%)
     Alte limbi (0,81%)
Conform recensământului din 2001, majoritatea populației așezării de tip urban Radisne era vorbitoare de ucraineană (80,2%), existând în minoritate și vorbitori de rusă (18,56%).